# Stary Widzew
Stary Widzew – obszar Systemu Informacji Miejskiej w środkowo-wschodniej Łodzi, na Widzewie.
Obszar stanowi wschodnią część osiedla administracyjnego Stary Widzew (zachodnia część tego osiedla to obszary SIM: Fabryczna Widzew i Księży Młyn).